# Nao Kodaka
Nao Kodaka (小鷹ナヲ) est une mangaka originaire de Saitama au Japon. 
Elle commence sa carrière dans la création de jeux vidéo, puis se lance dans l'univers des mangas avec Komomo Rescue publié en 2004 dans le magazine Nakayoshi Lovely. Elle a aussi travaillé sur Princesse Kilala et Un amour de bentô.